# (4751) Alicemanning
(4751) Alicemanning (1991 BG) – planetoida z pasa głównego asteroid okrążająca Słońce w ciągu 5,68 lat w średniej odległości 3,18 j.a. Odkryta 17 stycznia 1991 roku.